# General Electric J85
Il General Electric J85 è una serie di piccoli motori turbogetto sviluppati dalla statunitense
General Electric a partire dalla fine degli anni cinquanta. È uno dei motori turbogetto più longevi, tanto che la United States Air Force prevede di mantenerlo in servizio fino al 2040.

## Storia

### Sviluppo
Il J85 venne inizialmente sviluppato per essere installato su un missile da inganno radar, il McDonnell ADM-20 Quail. Il Quail era progettato per essere sganciato in volo da un B-52 Stratofortress per continuare la sua rotta in formazione con l'aereo che l'aveva lanciato come contromisura per eventuali missili terra-aria SA-2 Guideline. Questo profilo di missione richiedeva un motore piccolo ma comunque in grado di mantenere il passo con il bombardiere che doveva proteggere. Come per l'analogo Armstrong Siddeley Viper costruito in Inghilterra, il motore del Quail poteva essere costruito con materiali di minor qualità, dato il suo utilizzo usa-e-getta.
Successivamente, come accadde per il Viper, anche il J85 fu costruito con materiali standard in modo da estendergli la vita operativa ed impiegarlo su piccoli aerei a reazione come il T-38 Talon, il Northrop F-5, il Canadair CT-114 Tutor, ed il Cessna A-37 Dragonfly. Più recentemente, i J85 sono stati usati sull'aereo Scaled Composites White Knight, il lanciatore della navetta spaziale Scaled Composites SpaceShipOne, e sulla replica del Messerschmitt Me 262 da poco completata negli Stati Uniti.

### Tecnica

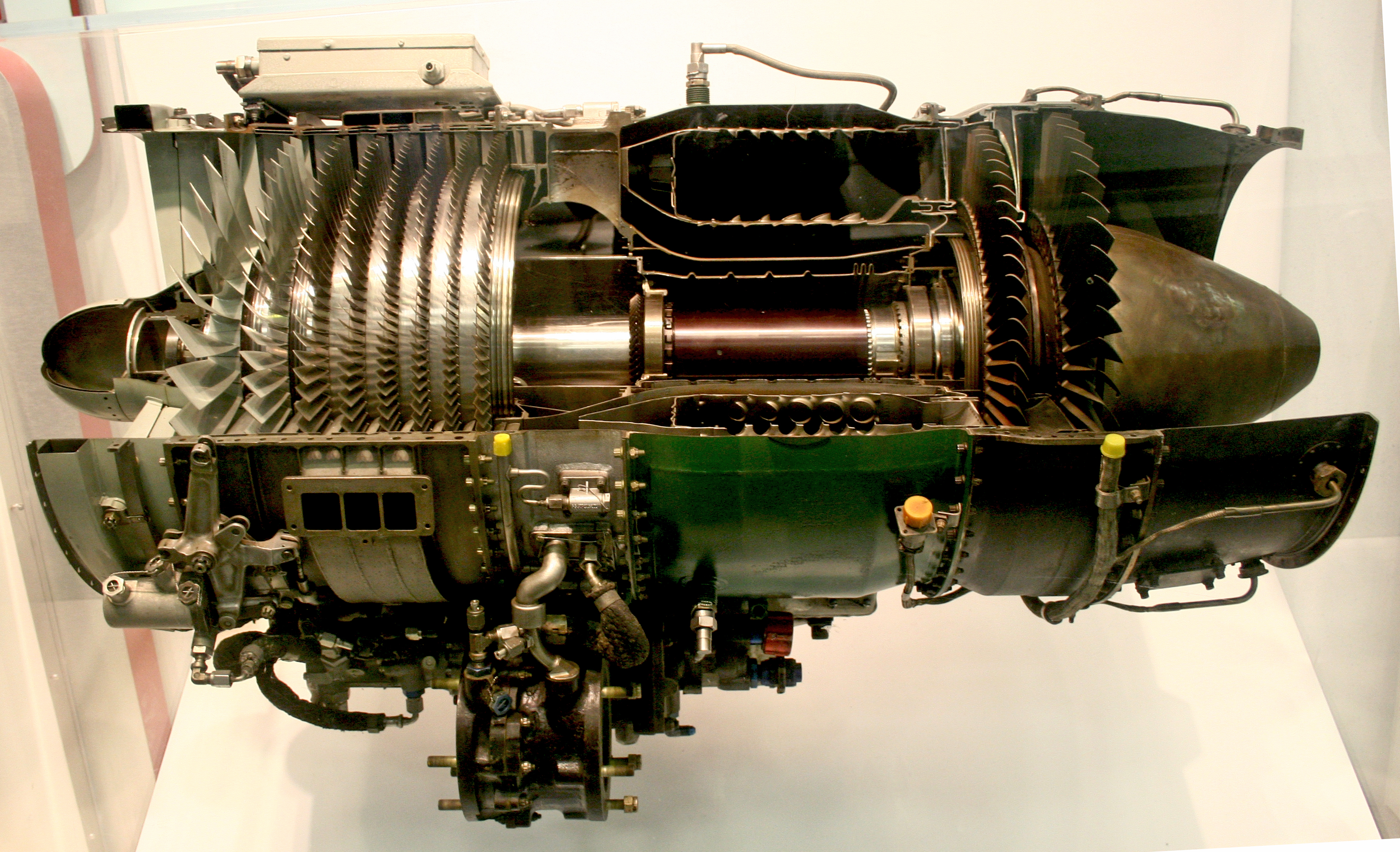
Uno spaccato di J85-GE-17A

La configurazione base del motore è particolarmente compatta, misurando 45 cm di diametro per 102,9 cm. La configurazione originaria prevedeva un compressore a flusso assiale ad 8 stadi mosso da due stadi di turbina, una camera di combustione di tipo anulare e poteva generare una spinta di 12,7 kN. Nelle versioni -5, -9 e -21 il compressore era 9 stadi, e, con il postbruciatore inserito, poteva generare fino a circa 22,2 kN di spinta.

## Varianti
- J85-GE-1 Installato sul T38-A, 9,34 kN (2 100 lbf) di spinta
- J85-GE-2 Provato come motore ausiliario sul Martin SP-5B[5], 12,67 kN (2 850 lbf) di spinta
- J85-GE-3 Installato sull'ADM-20A, 10,90 kN (2 450 lbf) di spinta
- J85-GE-4 North American T-2 Buckeye, 13,12 kN (2 950 lbf) di spinta
- J85-GE-J4 Canadair CL-41 Tutor, 13,12 kN (2 950 lbf) di spinta
- J85-GE-LF1 Ryan XV-5B, 13,12 kN (2 950 lbf) di spinta
- J85-GE-5/-5A A-37A, T38-A, X14 A/B, Bell D-188A[6], AQM-35B, compressore a 9 stadi, da 11,92 kN (17,12 kN con postbruciatore) di spinta
- J85-GE-7 ADM-20B/C, Ryan Firebee BQM-34A 10,90 kN (2 450 lbf) di spinta
- J85-GE-12 10,67 kN (2 400 lbf) di spinta
- J85-GE-13/ -13A Northrop F-5A/B, RF-5A, Fiat G-91Y, Y/T, Y/S, compressore a 9 stadi, 12,09 kN (2 720 lbf) di spinta, 18,15 kN (4 080 lbf) con postbruciatore
- J85-CAN-15 Prodotto dalla canadese Orenda per il Canadair CF-5A 13,01 kN (2 925 lbf), 19,12 kN (4 300 lbf) con postbruciatore
- J85-GE-17/ -17A/ -17B/ -17C Fairchild AC-119G/K Fairchild C-123K (come motori ausiliari), A-37B, OA-37B, Saab 105XT 12,67 kN (2 850 lbf) di spinta
- J85-GE-21/ -21A Northrop F-5E/F, compressore a nove stadi, 16,01 kN (3 600 lbf) di spinta, 22,24 kN (5 000 lbf) con postbruciatore

## Velivoli utilizzatori

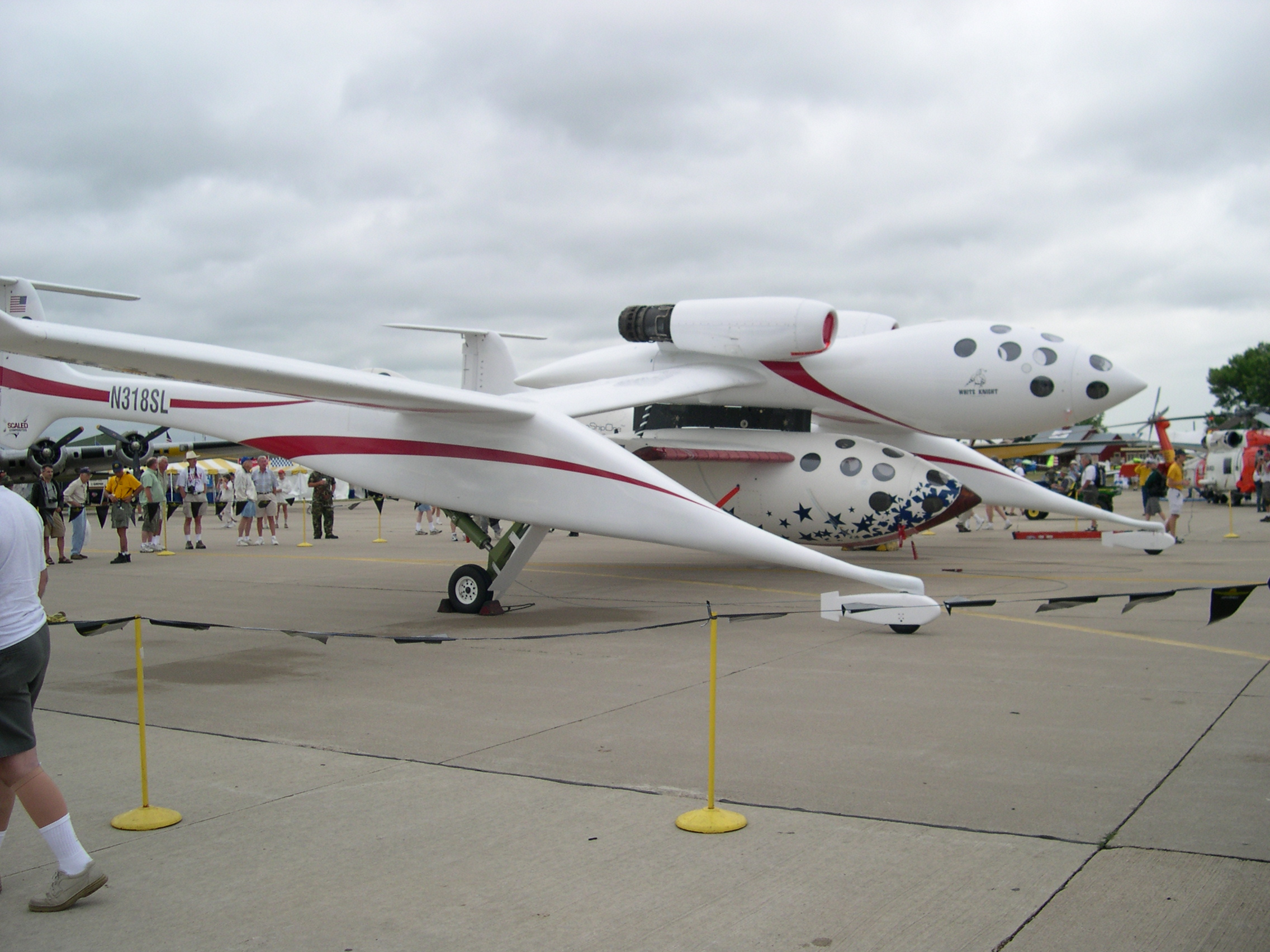
Lo Scaled Composites White Knight installa due motori General Electric J85 con postbruciatore

Stati Uniti
- ADM-20 Quail
- Bell X-14 A/B
- Fairchild C-123 Provider
- Cessna A-37 Dragonfly
- North American T-2 Buckeye
- Northrop F-5
- Northrop T-38 Talon
- Scaled Composites White Knight
- Viperjet MKII

 Canada
- Canadair CL-41 Tutor

 Italia
- Aeritalia G-91Y

- Saab 105XT

### Altre applicazioni

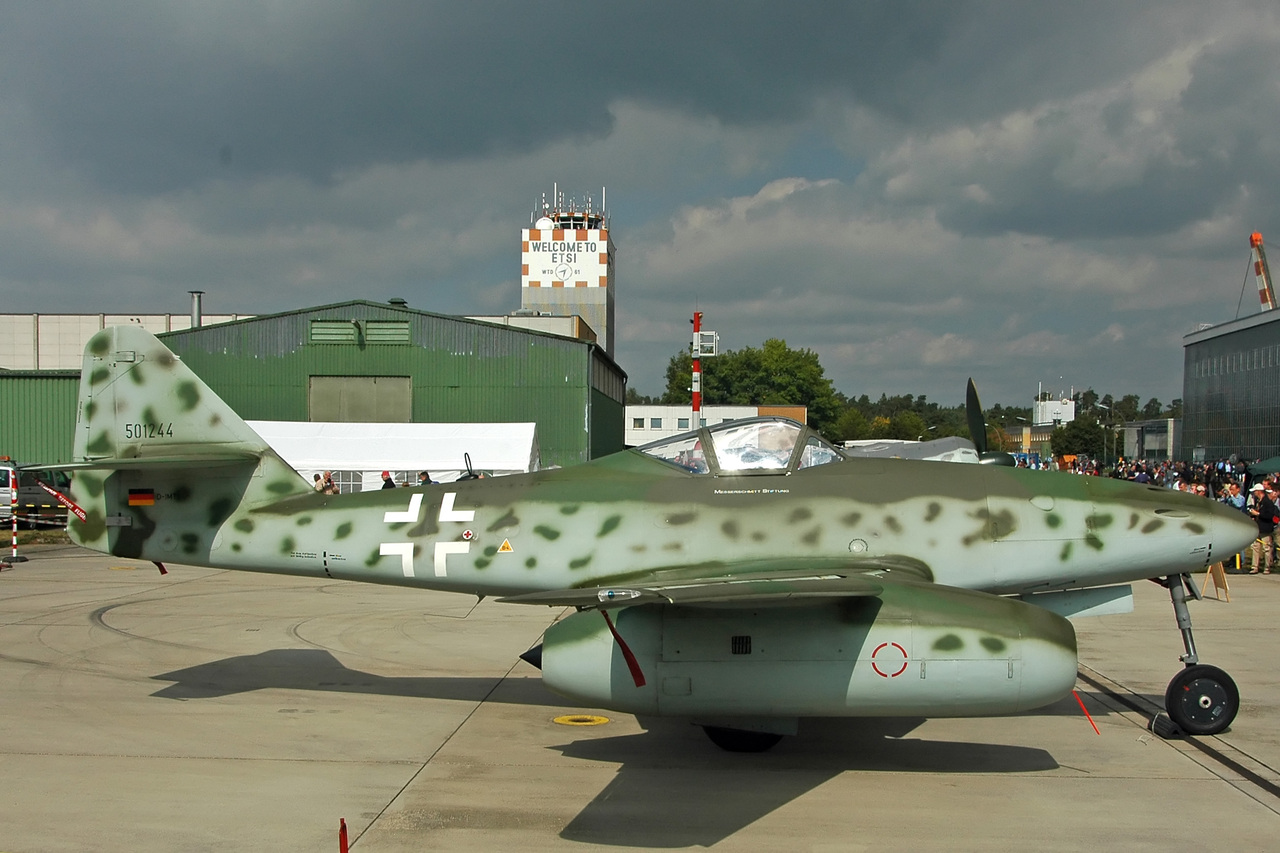
Messerschmitt Me 262 A-1c, una replica motorizzata da una coppia di GE J85/CJ610

- American Challenge imbarcazione per primato di velocità con una coppia di J85-GE-21[7]
- Messerschmitt Me-262 A-1c e B-1c. La "c" denota la riproduzione in grado di volare equipaggiata con motori J85 invece degli originali Junkers Jumo 004.